# Stentorsstämma
En stentorsstämma eller stentorsröst är en djup och stark röst. Benämningen kommer från Iliaden och berättelsen om Stentor, en budbärare i Troja, som hade en röst som var lika stark som 50 mäns.
Han utmanade Hermes, gudarnas budbärare, och dog i striden.